# Zappendorf
Zappendorf este o comună din landul Saxonia-Anhalt, Germania.